# Colin Curran
Colin John Curran (né le 21 août 1947 à Newcastle en Australie) est un joueur de football australien.

## Biographie

### Carrière en équipe nationale
En tant que défenseur, Colin Curran est international australien à 34 reprises (1970-1979) pour 1 but inscrit. Il participe à la Coupe du monde de football de 1974, où il joue tous les matchs en tant que titulaire mais l'Australie est éliminée au premier tour. Il marque un but contre son camp lors du match opposant l´Australie à l´Allemagne de l´Est.